# Symphonie no 2 de Draeseke
Pour les articles homonymes, voir Symphonie no 2.
La Symphonie no 2 en fa majeur op. 25, est la seconde des quatre symphonies du compositeur allemand Felix Draeseke.

## Histoire
Felix Draeseke a composé sa symphonie no 2 en fa majeur op. 25 dans les années 1875 et 1876 et l'a terminée le 10 juin 1876. Les premières esquisses sont datées de 1871, avant que sa première symphonie ne soit terminée. La création a eu lieu avec succès à Dresde le 15 février 1878 sous la direction de Ernst von Schuch.

## Mouvements
- Allegro con moto
- Allegretto marciale
- Allegro comodo
- Presto leggiero

Durée : 38 minutes.

## Analyse
Comme pour la première symphonie, la seconde symphonie de Draeseke est influencée par l'idée d'un «renouveau de la musique de forme classique». Sa structure (avec le Scherzo en troisième position) est cependant plus équilibrée que celle de l'œuvre précédente. Cette seconde symphonie, plus particulièrement dans le premier mouvement très dynamique et dans l'Allegretto en ré mineur, semble avoir reçu l'influence de la Symphonie no 7 de Ludwig van Beethoven. Draeseke apparaît ici comme un des épigones de Beethoven tout comme son contemporain Johannes Brahms qui a composé à cette même époque sa première symphonie. La seconde symphonie de Draeseke semble avoir eu une grande influence sur les œuvres orchestrales du jeune Richard Strauss (par ex. la symphonie en fa mineur op. 12, le poème symphonique Don Juan). En effet Richard Strauss a commencé sa carrière de chef d'orchestre en dirigeant des œuvres de Draeseke.  
Comme beaucoup de compositeurs, Draeseke est tombé dans l'oubli après sa mort. Le label spécialisé dans la musique classique Classic production osnabrück a largement contribué à sa redécouverte : en 2002 ont été enregistrées la première et la quatrième symphonie ainsi que l'Ouverture Gudrun. 
En 1998, le label avait diffusé sa troisième symphonie et la marche funèbre, sa seconde symphonie et la Sérénade op. 49.

## Lien  externe
- Ressources relatives à la musique :   - International Music Score Library Project
  - AllMusic